# Cheilodipterus isostigmus
Cheilodipterus isostigmus és una espècie de peix pertanyent a la família dels apogònids.

## Descripció
- Pot arribar a fer 11 cm de llargària màxima.
- 7 espines i 9 radis tous a l'aleta dorsal i 2 espines i 8 radis tous a l'anal.[6][7]

## Alimentació
Menja peixets.

## Hàbitat
És un peix marí, associat als esculls i de clima tropical (19°N-12°S) que viu entre 4 i 40 m de fondària.

## Distribució geogràfica
Es troba a Austràlia, Indonèsia, Malàisia, les Maldives, les illes Marshall, la Micronèsia, Palau, Papua Nova Guinea, les illes Filipines, Salomó, Tonga i Vanuatu.

## Observacions
És inofensiu per als humans.